# Thorsten Frei
Thorsten Frei (nacido el 8 de agosto de 1973 en Bad Säckingen, Alemania) es un político alemán del partido Unión Demócrata Cristiana (CDU) y abogado de formación. Desde el 6 de mayo de 2025, ocupa el cargo de Jefe de la Cancillería Federal y Ministro para Asuntos Especiales en el gabinete del canciller Friedrich Merz.

## Biografía

### Formación y carrera profesional
Frei completó su educación secundaria en 1993 en el Scheffel-Gymnasium de Bad Säckingen. Posteriormente, realizó el servicio militar obligatorio en la Brigada Franco-Alemana entre 1993 y 1994. Estudió Derecho en la Universidad de Friburgo desde 1994 hasta 1999, obteniendo el primer examen estatal. Después de su pasantía legal en el Tribunal Regional de Waldshut-Tiengen, aprobó el segundo examen estatal en 2001. Trabajó como abogado entre 2001 y 2002 y luego como consejero gubernamental en el Ministerio de Estado de Baden-Württemberg hasta 2004.

### Trayectoria política
Frei inició su carrera política en 1999 como concejal y líder de la facción de la CDU en el consejo municipal de Bad Säckingen. Entre 2004 y 2013, fue alcalde de Donaueschingen. En 2013, fue elegido miembro del Bundestag por el distrito de Schwarzwald-Baar. En el parlamento, ha desempeñado varios roles, incluyendo miembro de los comités de Asuntos Europeos y Exteriores, y vicepresidente del grupo parlamentario CDU/CSU responsable de política interior y legal entre 2018 y 2021. Desde 2021 hasta 2025, fue el Primer Secretario Parlamentario del grupo CDU/CSU.
El 6 de mayo de 2025 y luego de participar en las negociaciones junto al SPD para una coalición negra-roja, Frei fue propuesto como Jefe de la Cancillería Federal y Ministro para Asuntos Especiales en el gabinete del canciller Friedrich Merz.

## Actividades adicionales
Frei ha sido miembro del consejo de supervisión del Centro para Operaciones de Paz Internacional (ZIF) y del consejo de administración de la Agencia Federal para la Educación Cívica (BPB). También presidió el Grupo de Amistad Parlamentaria Alemán-Suizo.

## Vida personal
Thorsten Frei está casado, tiene tres hijos y profesa la fe católica romana.